# Anstaltsbeirat
Ein Anstaltsbeirat ist ein Gremium nach §§ 162 ff. Strafvollzugsgesetz bei einer Justizvollzugsanstalt (JVA), in dem Bürger auf ehrenamtlicher Basis als institutionalisierte Öffentlichkeit die Aufgaben nach dem Gesetz wahrnehmen. Das Gremium wird daher auch „Beirat bei der JVA Name“ genannt. Die in einen Beirat berufenen Personen sind „Mitglied im Anstalts-/Beirat bei der JVA Name“.

## Status und Aufgaben
Mit dem Status der Unabhängigkeit und umfassenden Befugnissen (u. a. uneingeschränkte Zutrittsrechte, § 164 StVollzG) ausgestattet, üben die Beiräte bei der Mitgestaltung des Vollzuges und bei der Betreuung der Gefangenen ihre Kontrollfunktion aus. Eine die örtlichen Beiräte zusammenfassende bzw. übergreifende Ebene ist nur in Berlin bekannt.
Sie sind neben der Anstaltsleitung, den Vertretern der Aufsichtsbehörde bei deren Besuchen, den Anstaltsseelsorgern und den Justizvollzugsbeauftragten / Strafvollzugsbeauftragten parallel und eigenständig Ansprechpartner für die Gefangenen und Bediensteten (§ 164 Abs. 1 StVollzG). Zusätzlich werden Kontrollen durch die Experten der „Nationalen Stelle zur Verhütung von Folter“ durchgeführt.
Der Beirat kann sich in seinen Sitzungen vom JVA-Leiter und -Bediensteten vortragen lassen. Er unterstützt die Gefangenen bis nach deren Entlassung.
Aufgrund dieser Gegebenheiten sind die „Mitglieder der Anstaltsbeiräte … mitverantwortlich für die Verhältnisse in der Anstalt, bei der sie bestellt sind.“
Sie sind nicht zuständig für Strafgefangene im Maßregelvollzug.

## Ernennung und Amtszeit
Die Ernennung der Mitglieder eines Anstaltsbeirates ist in den Bundesländern unterschiedlich geregelt: Sie erfolgt teils durch das Justizministerium des jeweiligen Bundeslandes, teils durch die Justiz-Verwaltungen oder Leiter der Vollzugseinrichtungen. Meist wird dabei den Benennungen in Vorschlagslisten durch die Stadtrats- oder Kreistagsfraktionen gefolgt. In Sachsen stellen die Landtagsfraktionen in jeden Beirat zwei Abgeordnete. Vollzugsbedienstete dürfen nicht Mitglied eines Beirats sein. In einzelnen Bundesländern gelten weitere Vorgaben wie Ausschluss von Rechtsanwälten oder „Soll-“ Mitgliedschaft von MdL.
Die Amtszeiten betragen je nach Bundesland absolute 3 oder 4 Jahre, oder sind (wie in NRW) mit der Legislaturperiode des Landtags variabel.
Die rechtliche Grundlage für die Anstaltsbeiräte findet sich in den §§ 162 bis 165 StVollzG, sowie in den jeweiligen landesrechtlichen Strafvollzugsgesetzen und landesrechtlichen Verwaltungsvorschriften.

## Arbeitsweise
Der Beirat wird vom gewählten Vorsitz geleitet.  In der Regel wird monatlich getagt, um Eingaben, Anregungen und Erkenntnisse zu behandeln. Die Eingaben der Gefangenen erreichen den Beirat auf dem JVA-internen Postweg oder durch ein eigenes Briefkastensystem. Über die Anwesenheit der Anstaltsleitung und anderer Bediensteten entscheidet der Beirat. Sitzungsprotokolle sind üblich.
Wichtige Rahmenbedingung sind die Pflege der Kontakte zur Gefangenenvertretung, zum Personalrat, zum Sozialen Dienst und Seelsorgern sowie Informationsbesuche in allen Bereichen der Anstalt.
Die Information der Öffentlichkeit wird u. a. durch Pressekonferenzen gewährleistet.

## Kritik
Wirksamkeit, Unabhängigkeit und Rechte der Beiräte leiden in der Praxis in unterschiedlicher Weise durch
- die Berufung durch die Anstaltsleitung, die sie beraten und kontrollieren sollen (s. o.: NRW),
- fragwürdige Interpretation der Vorgaben durch die ehrenamtlichen Mitglieder,[18]
- Einschränkung der gesetzlichen Rechte auf Verwaltungsebene,[19]
- Unterlassung von Information und/oder Beauftragung durch das „entsendende“ gewählte Gremium,[20]
- Missachtung der Vorgaben zur Mitgliedschaft von MdL,
- fehlende präzise Handreichungen und/oder praxisorientierte Einweisungen für die Ehrenamtlichen,
- unzureichende Begleitung und Qualitätssicherung der Beiratsarbeit,
- Mangel an Zusammenfassung und Analyse der Erkenntnisse und Empfehlungen der örtlichen Beiräte auf übergeordneter Ebene durch Vertreter der Öffentlichkeit bzw.
- fehlende Regelungen für das Zusammenwirken mit Justiz- bzw. Strafvollzugsbeauftragten,[21]
- „Kaffee-Runden“ mit der JVA-Leitung,[22]
- Leitung der Sitzungen durch den JVA-Leiter, Durchführung im Dienstzimmer der JVA-Leitung,[23] Protokollierung der Beiratssitzungen und Einladung zu Beiratssitzungen durch die JVA-Leitung.
- Benennung als „Beirat in der JVA ...“ oder „Anstalts-/Beirat der JVA ...“ statt „Anstalts-/Beirat bei der JVA ...“,
- Suggerierung, die Mitglieder des Beirates seien Mitarbeiter unter der JVA-Leitung.[24][25]

Zahlreiche Verbesserungsmöglichkeiten einschließlich der fehlenden Transparenz im Verfahren zur Gewinnung von Beiratsmitgliedern zeigt der Justizvollzugbeauftragte NRW beispielhaft deutlich in seinem Tätigkeitsbericht 2011 auf. So bezeichnet er u. a. das Verfahren als „überprüfungsbedürftig“, zumal er die Gefahr sieht, dass Beiratsmitglieder, die aufgrund des Auswahlprozesses zu „anschließendem Wohlverhalten“ neigen, ihrer „kritischen Funktion“ nicht gerecht werden können. Den Erfahrungsaustausch unter den Beiräten und entsprechende Nachrichten an das Ministerium zeigt er ebenso als verbesserungswürdig auf wie die Tatsache, dass die Beziehungsstrukturen unter den Beiräten erheblich erweitert und vertieft werden sollten. Auf die Möglichkeit eines institutionalisierten Erfahrungsaustausches mit ihm oder von Berichten der Beiräte an ihn geht er allerdings nicht ein.

## Geschichte
Die Föderalismusreform vom September 2006 erklärte die Gesetzgebung zum Strafvollzug zur Ländersache. Bis die Länder eigene Gesetze haben, gilt das Strafvollzugsgesetz des Bundes von 1976.
Im 19. Jahrhundert bildeten sich in England erste Gefängnisbeiräte aus Mitgliedern der Grafschaftsgerichte und geeigneten Bürgern. 1890 wurden erste Gefängnisbeiräte im Großherzogtum Baden gegründet. Preußen richtete 1919, Sachsen 1922 Gefängnisbeiräte ein. In der Weimarer Republik wurden die Regelungen Preußens in die „reichseinheitlichen Grundsätze für den Vollzug von Freiheitsstrafen“ übernommen. Danach wurden Vertrauenspersonen außerhalb der Beamtenschaft in die Beiräte bestellt. Unter den Nationalsozialisten sind Regelungen zu den Beiräten in der Dienst- und Vollzugsordnung der preußischen Justizverwaltung nicht mehr enthalten. Bayern und Hamburg hatten 1948 bzw. 1949 als erste Bundesländer Anstaltsbeiräte eingerichtet. In NRW entstand 1967 bei der JVA Siegburg ein Gefängnisbeirat nach preußischem Vorbild, weitere folgten bei den JVA Münster und Aachen. Mit Allgemeinverfügung des Justizministers (AV) NRW vom 22. Juli 1969 wurde die Einführung von Beiräten bei allen selbständigen JVA geregelt.
Mit dem Inkrafttreten des StVollzG des Bundes wurden die Einführung in allen Bundesländern für alle JVA ab 1977 eine „Soll-Vorschrift“, ab 1. Januar 1980 eine verbindliche Regelung.